# Salomé Ureña

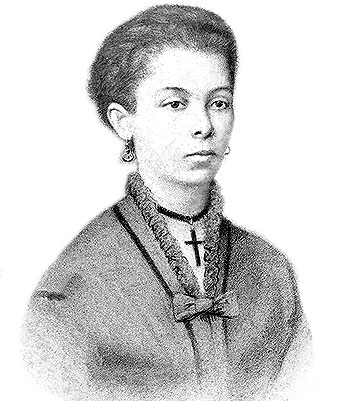
Salomé Ureña Díaz de Henríquez

Salomé Ureña Díaz de Henríquez (* 21. Oktober 1850 in Santo Domingo; † 6. März 1897 ebenda) war eine dominikanische Dichterin und Pädagogin.

## Leben
Salomé Ureña war die jüngere von zwei Töchtern des Politikers, Rechtsanwalts und Schriftstellers Nicolás Ureña de Mendoza und von Gregoria Díaz de León. Obwohl die Ehe ihrer Eltern bereits nach fünf Jahren geschieden wurde, sorgten beiden für ihre Bildung. Sie konnte, von der Mutter gelehrt, bereits im Alter von vier Jahren lesen. Von ihrem Vater erhielt sie in jugendlichem Alter eine umfangreiche literarische Ausbildung. Sie konnte die Lieblingsverse ihres Vaters rezitieren und setzte sich mit Literatur in ihrer Muttersprache und in den Sprachen Englisch und Französisch auseinander. Im Kontext jener Zeit, der von Autoritarismus und Patriarchat geprägt war, erfuhr sie als junge Frau eine außergewöhnliche Entwicklung. Dies ist umso bemerkenswerter, als sie keine Weiße war – ganz im Gegensatz zum vorherrschenden Bild des angesehenen Bürgers, eines weißen Mannes, zumindest aber eines europäisierten Mannes mit Grundbesitz. Eines ihrer intellektuellen Vorbilder war vermutlich der Pädagoge und Schriftsteller Eugenio María de Hostos, der die formale und rationale Bildung der Frauen förderte.
Mit fünfzehn Jahren schrieb sie ihre ersten Gedichte. Im Alter von achtzehn Jahren begann sie, ihre Verse unter dem Pseudonym Herminia zu veröffentlichen.
Im Alter von 20 Jahren heiratete sie  Francisco Henríquez y Carvajal. Aus der Ehe gingen vier Kinder hervor. Ihr jüngstes Kind, Max Henríquez Ureña, wurde selbst einer der führenden Intellektuellen Lateinamerikas. Auch der ein Jahr zuvor geborene Sohn Pedro wurde ein bekannter Schriftsteller und Philologe. Sowohl ihr Ehemann als auch dessen Bruder Federico Henríquez y Carvajal gehörten zum gehobenen Bürgertum. Beide waren, gemeinsam mit anderen Bürgern, Herausgeber einflussreicher literarischer Zeitschriften. Ihr Ehemann wurde 1916 Präsident der Dominikanischen Republik, bevor er von US-amerikanischen Besatzungstruppen aus dem Amt gedrängt wurde.
Ab 1874 veröffentlichte sie Gedichte unter ihrem eigenen Namen. In diesem Jahr erschien anlässlich des Jahrestages des Sturzes von Diktator Buenaventura Báez die Gedichtsammlung La Lira de Quisqueya. Salomé Ureña ist darin mit sieben Gedichten vertreten.

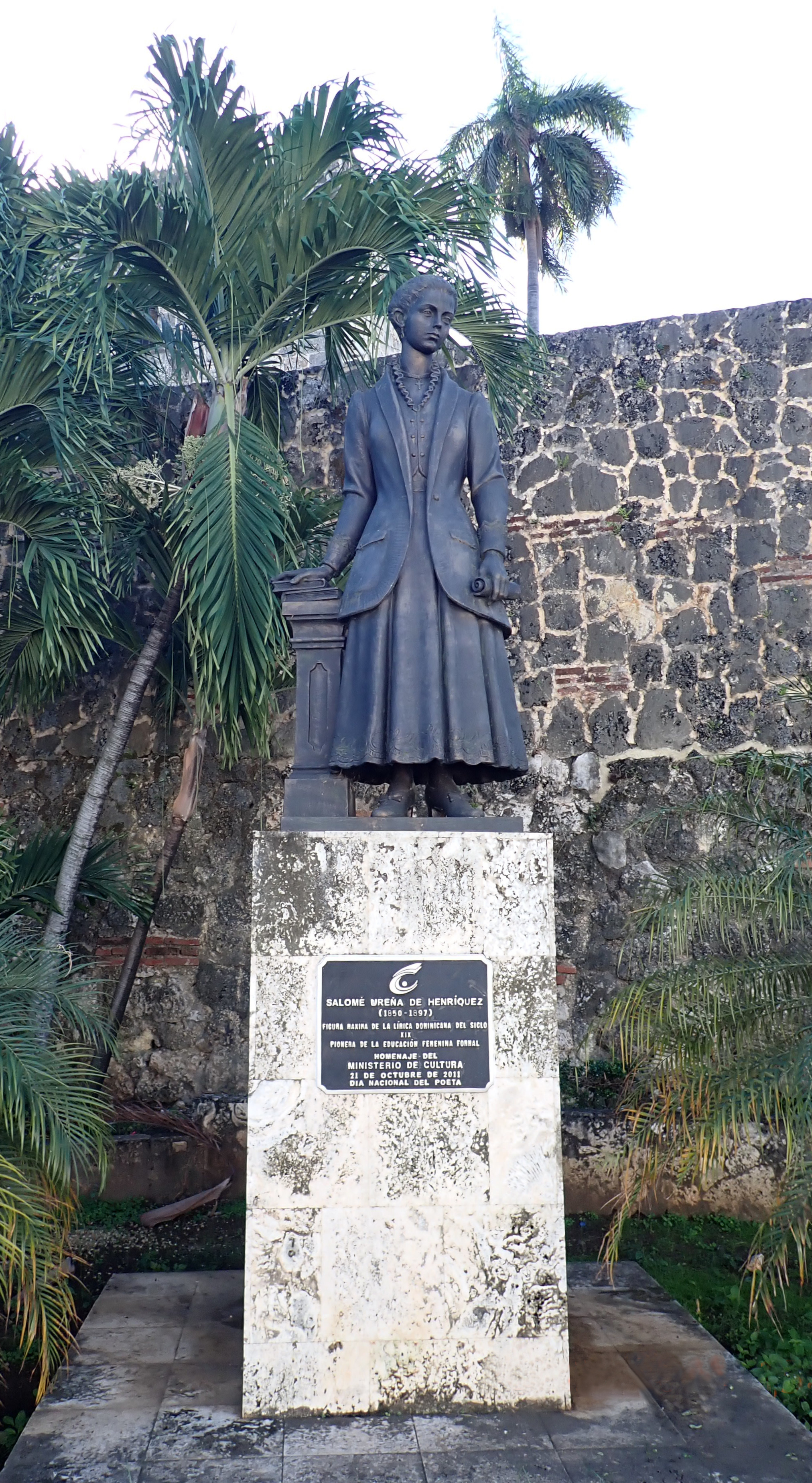
Statue von Salomé Ureña in Santo Domingo

Unterstützt von ihrem Ehemann gründete sie 1881 das Instituto de Señoritas für die Ausbildung junger Frauen, insbesondere zu Lehrerinnen. Die ersten sechs Absolventinnen von 1887 wurden selbst einflussreiche Erzieherinnen: Mercedes Laura Aguiar Mendoza, Leonor Feltz, Altagracia Henríquez Perdomo, Luisa Ozema Pellerano, Catalina Pou und Ana Josefa Poello. Nach dieser Gründung wurde das Haus der Familie noch stärker als schon zuvor zu einem einflussreichen literarischen und politischen Salon.
Zu Salomé Ureñas Lebenszeit war eine vorherrschende literarische Richtung in ihrem Heimatland der sogenannte Indigenismo, eine romantisch-heroische Verklärung indigenen Widerstandes gegen die spanische Kolonialmacht – bei gleichzeitigem Ausblenden afrikanischer Einflüsse. Ihr Versepos Anacoana von 1880 reiht sich in dieses Genre ein. 1880 erschien ihre erste Anthologie mit 34 Gedichten. Rund ein Drittel davon handelt von der ruhmreichen und tragischen Vergangenheit des Landes, vom betrüblichen gegenwärtigen Zustand und von der erstrebten glänzenden Zukunft. Einige drehen sich um bedeutende Persönlichkeiten der Republik. Der Rest behandelt eine Reihe anderer Themen, beispielsweise Trauer, Mutterschaft, Musik, und erotisches Begehren. Vor allem aber waren es ihre patriotischen Gedichte, die ihren Ruhm begründeten. Gedichte wie A la patria von 1874 verschränkten in idealisierter Weise die Begriffe Tradition und Fortschritt und griffen damit die Themen auf, die ihre liberal-patriotischen Zeitgenossen beschäftigten:

«Desgarra, patria mía, el manto que vilmente / sobre tus hombros puso la bárbara crueldad / levanta ya del polvo la elsangrentada frente / y entone en himno santo de unión y libertad.»

„Streif ab, mein Vaterland, den Mantel von den Schultern, / den graus'ge Barbarei dir auferlegt / die blut'ge Stirn erhebe aus dem Staub  / den heil'gen Hymnus sing von Einheit und Freiheit.“

Salomé Ureña starb am 6. März 1897 an Tuberkulose. Ihre sterblichen Überreste wurden 2008 ins nationale Pantheon der Dominikanischen Republik überführt.

## Auszeichnungen
1878 erhielt sie die Ehrenmedaille der einflussreichen politischen Vereinigung Amigos del País.
Ihr Geburtstag, der 21. Oktober, wurde in ihrem Heimatland zum nationalen Día del poeta bestimmt.